# Malewo (województwo wielkopolskie)
Malewo – osada, w Polsce położona w województwie wielkopolskim, w powiecie gostyńskim, w gminie Gostyń.
Wieś szlachecka Maliewo położona była w 1581 roku w powiecie kościańskim województwa poznańskiego. W latach 1975–1998 miejscowość administracyjnie należała do województwa leszczyńskiego.